# Liahona High School
Liahona High School es una escuela secundaria localizada en Tonga. Está operada por la Iglesia de Jesucristo de los Santos de los Últimos Días. 
Se estableció en 1948, como sucesora de la Mekeke School. Originalmente se llamó Liahona College, pero en 1959 su nombre fue cambiado al actual. Ha sido fundamental para el crecimiento de la Iglesia SUD en Tonga.
La institución también fue fundamental para la expansión de la Iglesia SUD a Kiribati. A principios de la década del 70, muchos graduados de la Auriaria Kokoi Ataria School de Kiribiti asistieron a Liahona High School y se unieron a la Iglesia mientras estaban allí. 
La escuela recibe su nombre de la Liahona, un artefacto religioso descrito en el Libro de Mormón.